# Iglesia de María Mediadora de Todas las Gracias

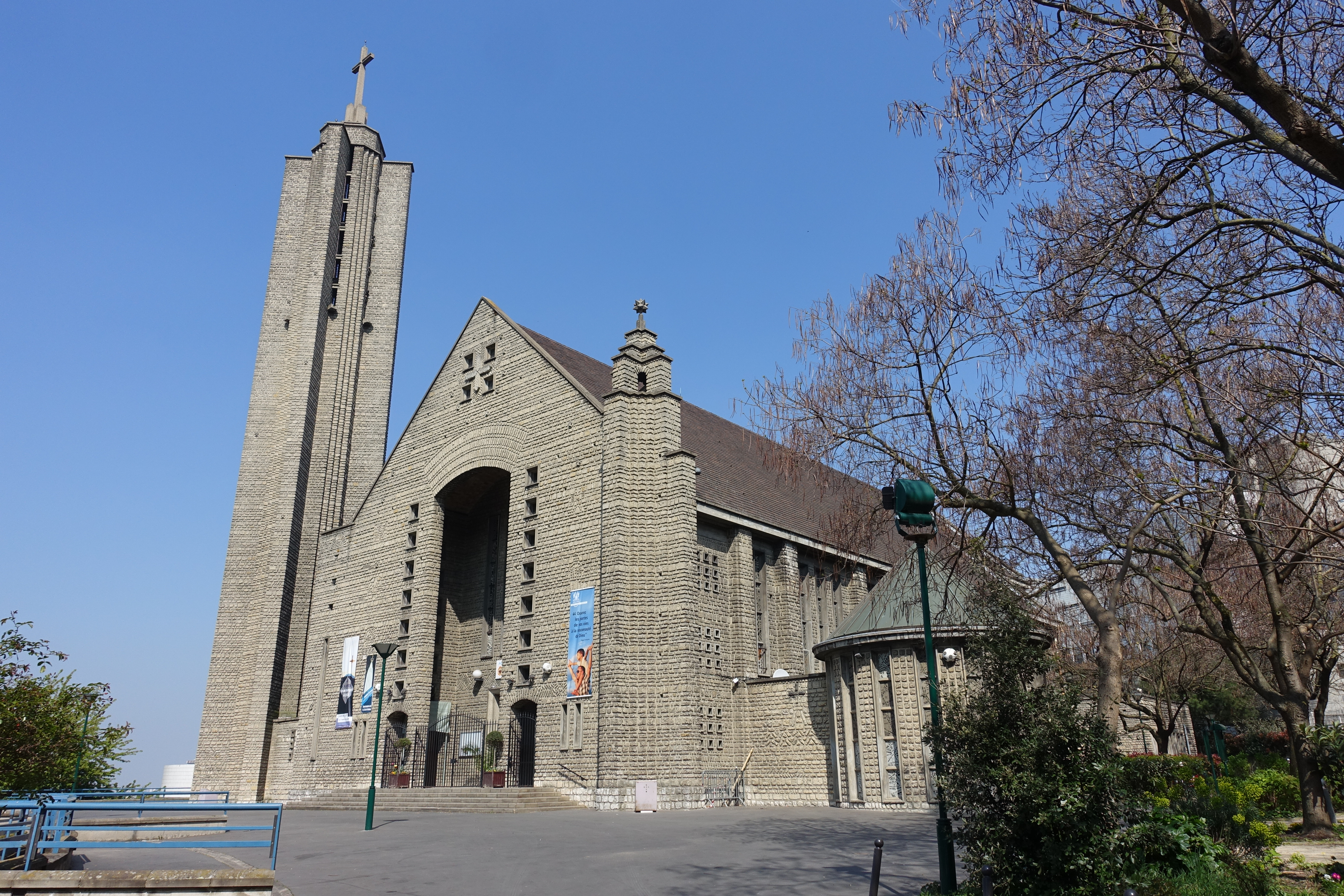
Vista general

La Iglesia de María Mediadora de Todas las Gracias, también conocida como la Iglesia de María Mediadora o Iglesia de Nuestra Señora de Fátima, es una iglesia católica ubicada en la intersección del bulevar Sérurier y la avenida de la Porte-du-Pré-Saint-Gervais en el XIX distrito de París. Actualmente es la iglesia de la comunidad portuguesa de París.

## Historia
El cardenal Manuel  Suhard quiso construir este edificio como agradecimiento a la salvación de París durante la Segunda Guerra Mundial. La primera piedra fue colocada por el obispo Daniel Pézeril en 1950y la construcción se completó en 1954. Los planos fueron obra del arquitecto Henri Vidal.
Originalmente, se pretendía construir una zona residencial alrededor de la iglesia, aunque al final no pasó, lo que contribuyó al aislamiento geográfico del lugar de culto. Como resultado, estuvo cerrado entre 1974 y 1988, reabriéndose solo con la inauguración del cercano hospital Roberto-Debré.
Tras la ocupación forzosa de la Iglesia de San Nicolás de Chardonnet en febrero de 1977 por los católicos tradicionalistas, la iglesia fue ofrecida a los tradicionalistas, pero éstos la rechazaron tras una visita del abad François Ducaud-Bourget.
Originalmente llamada María Mediadora de Todas las Gracias, la iglesia ahora está dedicada a Nuestra Señora de Fátima, María Mediadora por el cardenal Jean-Marie Lustiger, y es frecuentada por la comunidad portuguesa de la capital.

## Descripción
Con un campanario de 58 metros de altura, cuenta con una pequeña torre al otro lado de su fachada, donde se ubica el baptisterio, que también sirve como confesionario.
En el interior, las paredes de hormigón están decoradas con pavimento de imitación de piedra. Las vidrieras , de tamaño reducido pero muy largas, no son figurativas. Se han instalado estatuas de Nuestra Señora de Fátima, María Mediadora, San José y San Antonio.

## Transporte
Este sitio se encuentra frente a la estación del Hospital Roberto-Debré, en la línea 3b del Tranvía de París. También se puede acceder a él mediante el metro, mediante las estaciones de Telégrafo, Puerta de las Lilas y Pre San Gervasio.